# DO Cangas (vi)
Cangas és una Denominació d'Origen  (DO) espanyola, que inclou els vins produïts dins de la Comunitat Autònoma d'Astúries. Més concretament, la DO engloba municipic situats en la comarca de Narcea, situada a la zona oest de la Comunitat. Aquesta DO va néixer el 2009 després de passar diversos anys considerada com a Vi de la Terra.
Concretament, la DO, inclou un territori de 55 hectarees compreses en els termes municipals d'Ayande, Cangas del Narcea, Degaña, Grandas de Salime, Ibias, Eilao, Pezós i Tinéu.
Actualment set cellers estan inscrits a la DO.

## Història
Tot i que actualment Astúries no es consideri una regió coneguda pels seus vins, es troben les primeres referències a la viticultura de la regió al segle IX. El creixement de la viticultura a la regió es desenvolupa de la mà dels mongos benedictins del Monestir de Sant Joan Bautista de Corias que des de Cangas del Narcea impulsen la plantació de vinya per tot el que ara és la comarca vitícola asturiana.
Durant la segona meitat del segle XIX els vins comencen a ser exportats i a guanyar reconeixement internacional (menció honorífica a l'Exposició Nacional de Madrid de 1873, i medalles d'or i plata en concursos a Bordeus, Angers i Rouen.La fil·loxera arriba a la comarca el 1889 fet que provoca una pèrdua important de superfície destinada al cultiu de vinya de la zona (de 5.493 Ha el 1858 a 1903 Ha el 1903). La plaga juntament amb l'arribada d'altes indústries com la mineria provoquen la quasi desaparició d'aquesta activitat al llarg del segle XX. Degut a la protecció de l'activitat a principis dels 2000 la viticultura de la regió es veu reafavorida.

## Varietats
Està permesa l'elaboració de vins negres i vins blancs elaborats amb les següents varietats:
- Negres: es prefereixen Albarín Negre, Carrasquín, Mencía, i Verdejo Negre. Tot i que també estan autoritzades la Garnatxa Tintorera, Merlot, Pinot Noir i Syrah. Amb una productivitat màxima permesa de 8.000Kg/Ha.

- Blanc: es preferent l'Albarín blanc però també estan permeses l'Albillo, Picapoll Blanc, Godello, Gewürztraminer i Moscatell de gra menut. Amb una productivitat màxima de 10.000 Kg/Ha.

## Sòls i viticultura
El marc de plantació permès és de 3.000 a 6.000 ceps per hectàrea. Las finques es solen trobar sobre dels 500 m.s.n.m. Els pendents de més del 30% en les petites i aïllades finques fan que la viticultura a Cangas sigui molt difícil de mecanitzar i requereixi de treball manual fet que ha portat la viticultura d'aquesta zona a ser considerada heroica i a inscriure la regió a CERVIM-Viticultura heroica.
El sòl és de pissarra com en altres DO com per exemple DOQ Priorat combinat amb fraccions arenoses. Cal destacar que la pluviometria de la zona és elevada, situant-se al voltant dels 1.000mm de pluja anuals, fet associat a una necessitat de treball de prevenció de plagues com el mildiu.